# Passages (film, 2023)
Pour les articles homonymes, voir Passages.
Pour plus de détails, voir Fiche technique et Distribution.
Passages est un film français réalisé par Ira Sachs, sorti en 2023.

## Synopsis
Un réalisateur allemand en couple avec un imprimeur anglais depuis quinze ans entame une relation avec une femme institutrice.

## Fiche technique
Sauf indication contraire, les informations mentionnées dans cette section peuvent être confirmées par la base de données cinématographiques IMDb,  présente dans la section « Liens externes ».
- Titre français : Passages
- Réalisation : Ira Sachs
- Scénario : Ira Sachs et Mauricio Zacharias
- Costumes : Khadija Zeggaï
- Photographie : Josée Deshaies
- Montage : Sophie Reine
- Pays de production : France
- Format : Couleurs
- Genre : drame et romance
- Durée : 91 minutes
- Dates de sortie :
  - États-Unis : 23 janvier 2023 (Festival du film de Sundance 2023)
  - France : 28 juin 2023

## Distribution
- Franz Rogowski : Tomas
- Ben Whishaw : Martin
- Adèle Exarchopoulos : Agathe
- Erwan Kepoa Falé : Amad
- Théo Cholbi : Jérémie
- William Nadylam : Clément
- Caroline Chaniolleau (de) : Edith, la mère d'Agathe
- Olivier Rabourdin : le père d'Agathe

## Accueil

### Accueil critique
En France, le site Allociné propose une moyenne de 2,9⁄5, fondée sur 22 critiques de presse.

## Distinctions
- Festival du film de Sundance 2023 : sélection hors compétition
- Berlinale 2023 : sélection en section Panorama